# Sedgwick County (Kansas)
Sedgwick County ist ein County im Bundesstaat Kansas der Vereinigten Staaten. Der Verwaltungssitz (County Seat) ist Wichita. Das U.S. Census Bureau hat bei der Volkszählung 2020 eine Einwohnerzahl von 523.824 ermittelt.

## Geographie
Das County liegt südöstlich des geographischen Zentrums von Kansas, ist im Süden etwa 50 km von Oklahoma entfernt und hat eine Fläche von 2614 Quadratkilometern, wovon 26 Quadratkilometer Wasserfläche sind. Es grenzt im Uhrzeigersinn an folgende Countys: Harvey County, Butler County, Cowley County, Sumner County, Kingman County und Reno County.

## Geschichte

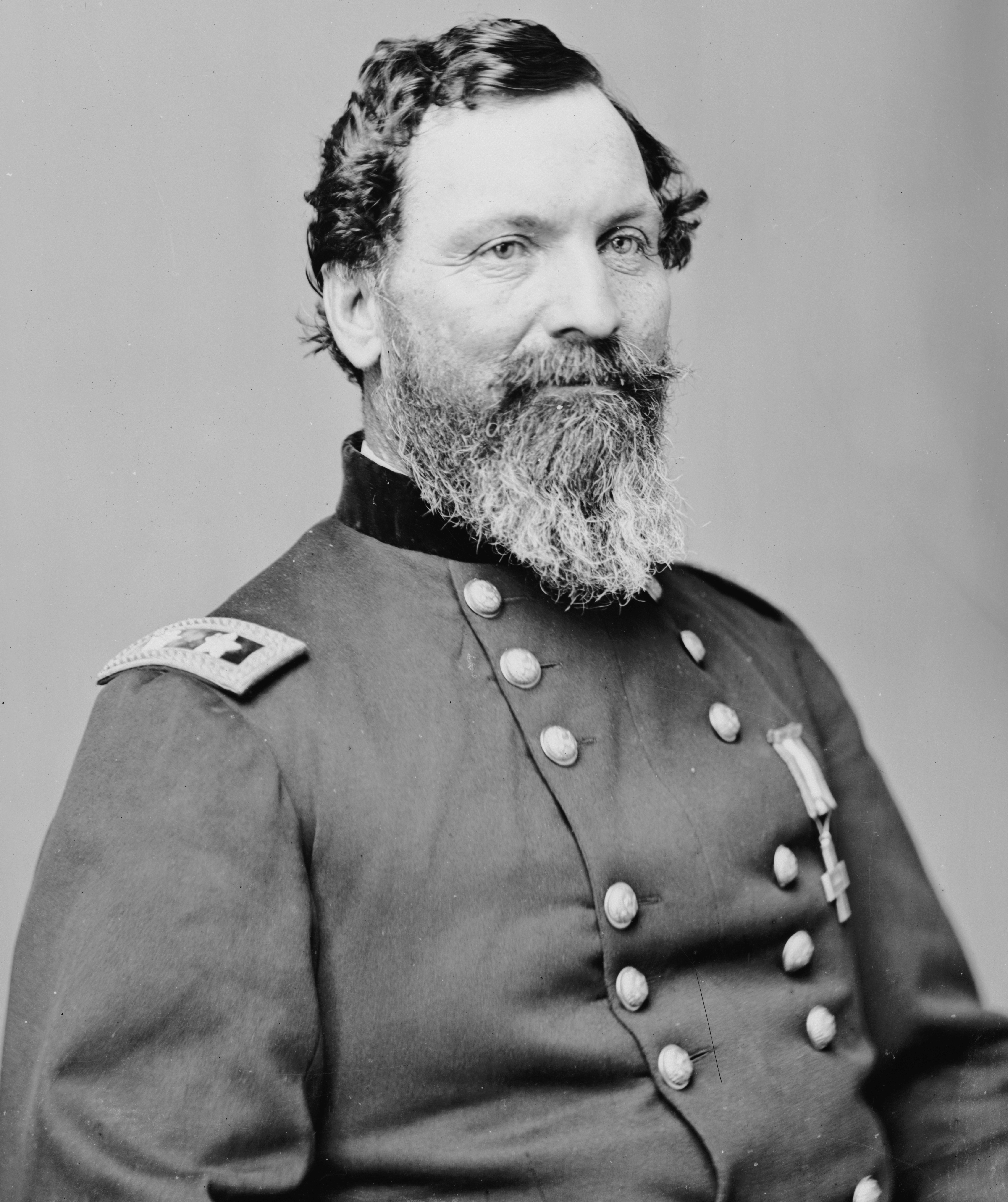
John Sedgwick

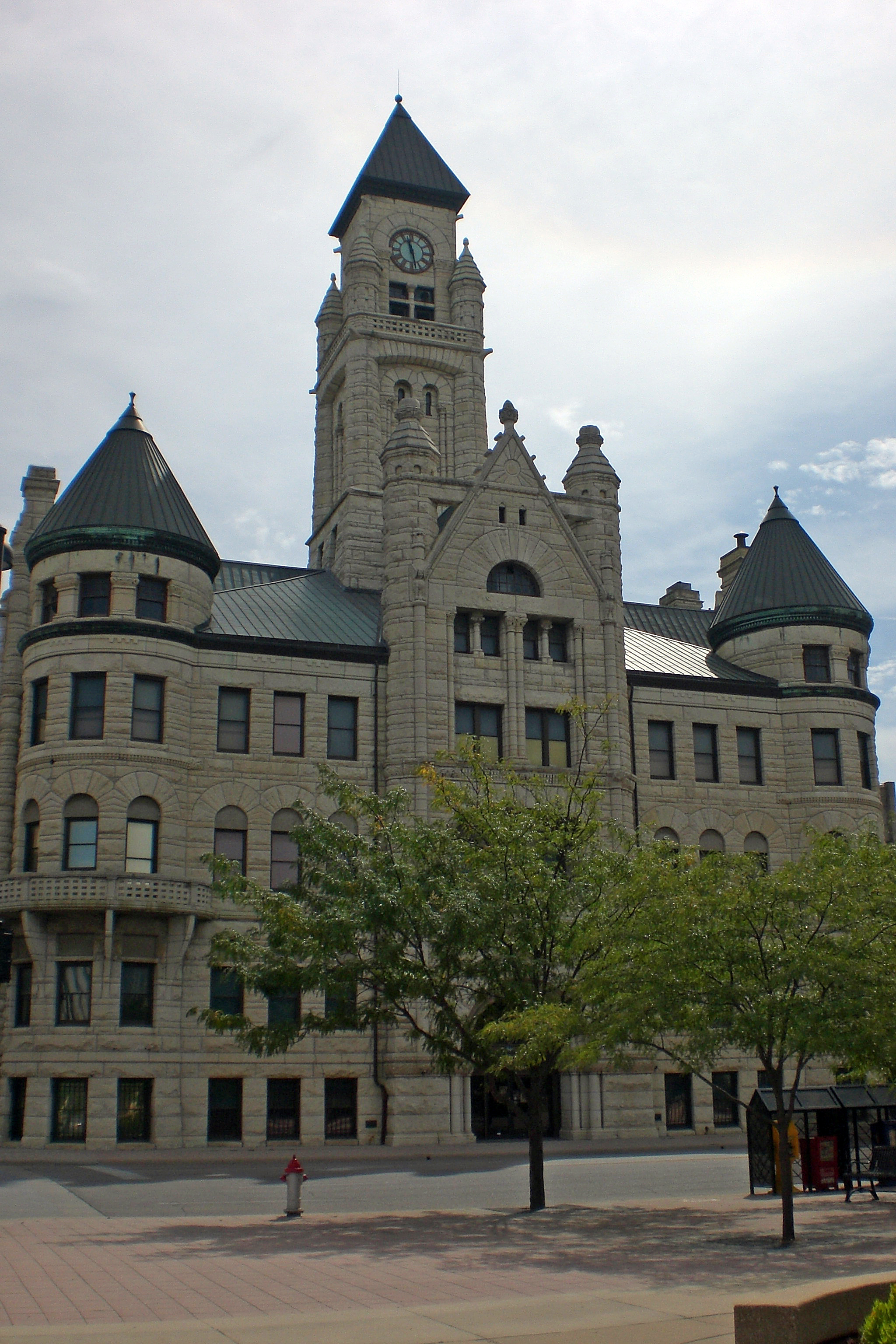
Das Sedgwick County Historical Museum, gelistet im NRHP

Sedgwick County wurde 1870 gebildet. Benannt wurde es nach John Sedgwick, einem Generalmajor der Nordstaaten im Amerikanischen Bürgerkrieg, der in der vom 8. bis 21. Mai 1864 dauernden Schlacht bei Spotsylvania Court House in Virginia am 9. Mai getötet wurde.
Einer der ersten Siedler in diesem Gebiet war J. R. Mead. Er errichtete an der Stelle des heutigen Wichita einen Handelsposten und trieb für die nächsten Jahre Handel mit den Indianern. Im Frühjahr 1869 holte er seine Familie nach und lebte offiziell hier.
Am 12. November 1874 wurde das erste County-Gefängnis fertiggestellt. Im gleichen Jahr vernichteten mehrere Schwärme Heuschrecken die komplette Ernte. 1880 wurde die St. Louis & San Francisco Railroad im County fertiggestellt und nahm ihren Dienst auf. In den Folgejahren wurden Postbüros in Afton, Blendon, Clarion, Clearwater, Coronado, Diana, Eldridge, El Paso, Fayette, Ferris, Good River, Germania, Greenwich, Haysville, Herald, Helen, Iowaville, Lamont, Marshall, Mount Hope, Magnolia, Ohio Center, Peotone, Ruby, Sunny Dale, St. Mark, Valley Center, Venice, Waco and Wichita eröffnet.
123 Bauwerke und Stätten des Countys sind im National Register of Historic Places eingetragen (Stand 30. August 2017).

## Demografische Daten
Nach der Volkszählung im Jahr 2000 lebten im Sedgwick County 452.869 Menschen. Davon wohnten 6.278 Personen in Sammelunterkünften, die anderen Einwohner lebten in 176.444 Haushalten und 117.688 Familien im Sedgwick County. Die Bevölkerungsdichte betrug 175 Einwohner pro Quadratkilometer. Ethnisch betrachtet setzte sich die Bevölkerung zusammen aus 79,38 Prozent Weißen, 9,13 Prozent Afroamerikanern, 1,11 Prozent amerikanischen Ureinwohnern, 3,34 Prozent Asiaten, 0,06 Prozent Bewohnern aus dem pazifischen Inselraum und 4,17 Prozent aus anderen ethnischen Gruppen; 2,81 Prozent stammten von zwei oder mehr Ethnien ab. 8,04 Prozent der Bevölkerung waren spanischer oder lateinamerikanischer Abstammung.
Von den 176.444 Haushalten hatten 34,4 Prozent Kinder unter 18 Jahren, die mit ihnen gemeinsam lebten. 51,7 Prozent waren verheiratete, zusammenlebende Paare, 10,9 Prozent waren allein erziehende Mütter und 33,3 Prozent waren keine Familien. 28,2 Prozent aller Haushalte waren Singlehaushalte und in 8,7 Prozent lebten Menschen mit 65 Jahren oder darüber. Die Durchschnittshaushaltsgröße betrug 2,53 und die durchschnittliche Familiengröße betrug 3,14 Personen.
28,2 Prozent der Bevölkerung waren unter 18 Jahre alt. 9,5 Prozent zwischen 18 und 24 Jahre, 30,3 Prozent zwischen 25 und 44 Jahre, 20,6 Prozent zwischen 45 und 64 Jahre und 11,4 Prozent waren 65 Jahre alt oder älter. Das Durchschnittsalter betrug 34 Jahre. Auf 100 weibliche Personen kamen 97,8 männliche Personen. Auf 100 erwachsene Frauen ab 18 Jahren kamen 95,2 Männer.
Das jährliche Durchschnittseinkommen eines Haushalts betrug 42.485 USD, das Durchschnittseinkommen einer Familie betrug 51.645 USD. Männer hatten ein Durchschnittseinkommen von 37.770 USD, Frauen 26.153 USD. Das Prokopfeinkommen betrug 20.907 USD. 7,0 Prozent der Familien und 9,5 Prozent der Bevölkerung lebten unterhalb der Armutsgrenze.

## Orte im County
- Andale
- Anness
- Arthur Heights
- Bayneville
- Bellaire
- Bentley
- Berwet
- Bonnie Brae
- Brookhaven
- Cessna
- Cheney
- Childs Acres
- Clearwater
- Clonmel
- Coleman
- Colwich
- Connell
- County Acres
- Cow Town
- Derby
- Eastborough
- Forest Hills
- Furley
- Garden Plain
- Glenville
- Goddard
- Greenwich
- Greenwich Heights
- Haysville
- Kechi
- Keeler
- Lakeside Acres
- Linwood Acres
- Maize
- Meadowview
- Midland
- Midland Park
- Midland Tower
- Minneha
- Mona Kay Heights
- Mount Hope
- Mulvane
- Murray Gill
- Oaklawn
- Oatville
- Park City
- Park East
- Peck
- Prospect
- Prospect Park
- Purcell
- Riverside
- Riverview
- Rolling Hills
- Saint Marks
- Saint Marys
- Saint Paul
- Sand Burr Hill
- Schulte
- Sedgwick
- South Seneca Gardens
- Springdale
- Sunnydale
- Sunset Park
- The Dell
- Tolerville
- Trails View
- Tyler
- Valley Center
- Viola
- Waco
- Wego-Waco
- Westlink Village
- Wichita
- Wichita Heights

Townships
- Afton Township
- Attica Township
- Delano Township
- Eagle Township
- Erie Township
- Garden Plain Township
- Grand River Township
- Grant Township
- Greeley Township
- Gypsum Township
- Illinois Township
- Kechi Township
- Lincoln Township
- Minneha Township
- Morton Township
- Ninnescah Township
- Ohio Township
- Park Township
- Payne Township
- Riverside Township
- Rockford Township
- Salem Township
- Sherman Township
- Union Township
- Valley Center Township
- Viola Township
- Waco Township